# James Ford Garden
Pour les articles homonymes, voir Garden.
James Ford Garden (19 février 1847–9 décembre 1914) est un homme politique canadien de la Colombie-Britannique. Il est le 7e maire de Vancouver de 1898 à 1900. Sous sa gouverne, il développe le système de tramway, la mise en place de trottoir, de routes et du réseau d'aqueduc.
Il est également député provincial indépendant de la circonscription britanno-colombienne de Vancouver City brièvement en 1900 jusqu'à sa démission pour se présenter sans succès sur la scène fédérale dans Burrard lors de l'élection de 1900, ainsi qu'à nouveau à partir d'une élection partielle en 1901 jusqu'à 1909.

## Biographie
Né à Woodstock au Nouveau-Brunswick, Garden est élu membre de l'Institut canadien des ingénieurs en 1894. Il est lieutenant du corps d'espionnage lors de la rébellion du Nord-Ouest en 1885 et est blessé pendant la bataille de Batoche.
Garden meurt d'un accident vasculaire cérébral à son domicile du 679 Granville Street à Vancouver en décembre 1914 à l'âge de 67 ans.